# Astronotus crassipinnis
Astronotus crassipinnis – słodkowodna ryba z rodziny pielęgnicowatych.  Hodowana w akwariach.

## Zasięg występowania
Tropikalne wody Ameryki Południowej w Amazonce, Madre de Dios, Orinoko, Paragwaju, Paranie i ich dorzeczach.

## Opis
Ryba rzadko hodowana w akwarium. Ryba terytorialna i agresywna dla innych ryb. Zachowanie podobne do pielęgnicy pawiookiej. Dorasta do 25 cm długości.

## Znaczenie gospodarcze
Gatunek zagrożony w wyniku zanieczyszczenia wód, połowów w celach handlowych i konsumpcyjnych.
| Zalecane warunki w akwarium | Zalecane warunki w akwarium              |
| --------------------------- | ---------------------------------------- |
| Zbiornik                    | min. 150 cm długości                     |
| Temperatura wody            | 25 – 30 °C                               |
| Twardość wody               | miękka do twardej, 6 – 20°n              |
| Skala pH                    | 6,5 – 7,5                                |
| Pokarm                      | żywy, chude mięso, larwy owadów, ochotki |